# Лаура Сінтія Черняускайте
Лаура Сінтія Черняускайте (лит. Laura Sintija Černiauskaitė; нар. 8 грудня 1976, Вільнюс) — сучасна литовська письменниця, поетеса, драматургиня та журналістка, лауреатка Літературної премії Європейського Союзу 2009 року.

## Життєпис
Розпочинає літературну діяльність ще під час навчання у гімназії Сенвагес (Senvagės gimnazija; до 1993 року — вільнюська середня школа № 44), де її підтримувала вчителька литовської мови й літератури:
|  | Років до п'ятнадцяти я навчалася у радянській школі, а по тому — у школі незалежної Литви, проте я однаково поставала проти будь-якого порядку, який мені нав'язували дорослі [...] В останніх класах мені ставили самі лише двійки. І єдині добрі стосунки у мене склалися з вчителькою литовської мови й літератури Р. Мацкевічєне, яка навчала мене з п'ятого класу. Я добре писала твори, їх читали вголос усьому класу, однак коли змінилися вимоги й почалися інтерпретації, я перестала заглиблюватися у це. Замість того я писала вчительці листи, а вона відповідала мені червоною ручкою просто у зошиті. І так відбувалося спілкування, виховання. Лише нещодавно вчителька підтвердила мені те, що раніше я завжди відчувала: у старших класах вона наприкінці майже кожного триместру переконувала викладачів точних наук, щоб вони поставили мені бодай трійку: «Не руйнуйте майбутнього Черняускайте, поставте їй ту трійку — щось з неї та й буде». І я завжди відчувала підтримку вчительки та її вплив. Оригінальний текст (лит.) Iki kokių 15 metų mokiausi tarybinėje, vėliau jau nepriklausomos Lietuvos mokykloje. Tačiau vienodai maištavau prieš bet kokią man primestą suaugusiųjų tvarką [...] Baigiamosiose klasėse buvau dvejetukininkė. Vienintelis ryšys užsimezgė su kalbos ir literatūros mokytoja R. Mackevičiene, kuri mane mokė nuo V klasės. Rašinėlius rašydavau gerai, visai klasei skaitydavo, bet kai prasidėjo interpretacijos, pasikeitė reikalavimai, lioviausi į juos gilintis. Užuot tai dariusi, rašydavau laiškus mokytojai, o ji man atsakydavo raudonu parkeriu tiesiai į sąsiuvinį. Taip vyko bendravimas, ugdymas. Neseniai mokytoja patvirtino tai, ką visą laiką nujaučiau, – aukštesnėse klasėse ji kone kiekvieno trimestro pabaigoje įkalbėdavo tiksliųjų mokslų mokytojus išvesti man trejetą. „Nežlugdykite Černiauskaitės, parašykit jai tą trejetą – iš jos kažkas bus.“ Visada jaučiau mokytojos ranką, įtaką. |

1993 року перемогла у республіканському конкурсі юних філологів, здобувши диплом першого ступеня за найкращу учнівську прозу. Її першу книгу — збірку оповідань «Три дні перед дверима коханої» (Trys paros prie mylimosios slenksčio) — 1994 року видала Литовська спілка письменників (Lietuvos rašytojų sąjunga).
Вступила на навчання за спеціальністю «Телевізійна режисура» до Литовської академії музики та театру, однак покинула цю освіту. 1996 року вступає на литовську філологію до Вільнюського університету.
У 1998-2002 роках працює у різних ЗМІ, серед яких сімейний часопис Malonumas («Утіха»), часопис для дітей і юнацтва Genys («Дятел») і часопис для молодих мам Tavo vaikas («Твоя дитина»).
2000 року дебютувала як драматургиня з п'єсою «Звільніть золоте лоша» (Išlaisvinkit auksinį kumeliuką). Твір у 2001 році переміг у конкурсі філологічного факультету Вільнюського університету й столичного Театру Ельфів (Elfų teatras), який поставив цю п'єсу на своїй сцені.
Брала участь у робітні для молодих драматургів під час міжнародного театрального фестивалю Боннське Бієнале (Bonner Biennale) 2002 року.
2003 року вийшла друком її збірка короткої прози та драматургії «Люче ковзає» (Liučė čiuožia). Наступного року чільний твір цієї книги здобуває нагороду під час театрального фестивалю Theatertreffen у Берліні, де драму представлено під назвою Lusy auf Eis або Lusy is Skating. В Україні ця п'єса відома за різними назвами: «Скользящая Люче» (російський переклад; є серед театральних праць Анатолія Падуки), «Світла Люче», «Мерехтлива Люче» чи «Л. Ю. Ч. Е.» (вистава режисера Степана Пасічника у Харківському драматичному театрі ім. Т. Г. Шевченка 2008 року). У перекладі українською 2020 року п'єса Liučė čiuožia отримала назву «Ковзанка».
Від 2004 року є членкинею Литовської спілки письменників (Lietuvos rašytojų sąjunga).
Її перший роман «Дихати на мармур» (Kvėpavimas į marmurą) видано у 2006 році. Книга порушує теми сексуального насильства щодо дітей, самогубства та труднощів всиновлення. За цей твір письменниця здобула Літературну премію Європейського союзу 2009 року. Однойменну екранізацію роману здійснила режисерка Гєдре Бейнорюте (Giedrė Beinoriūtė). У Литві стрічка вийшла на екрани навесні 2018 року. Наприкінці того ж року фільм демонструвався на Мінському міжнародному кінофестивалі «Лістапад» під російськомовною назвою «Согревая мрамор».
2008 року видає другий роман «Бенедиктові пороги» (Benedikto slenksčiai; литовською перегукується з назвою першої книги авторки — там також є слово slenkstis, тобто «поріг») про дорослішання юнака. Книгу нагороджено Премією Казімєраса Баренаса (Kazimiero Barėno premija).
Третій роман — «Медовий місяць» (Medaus mėnuo) вийшов друком 2011 року, його відзначено Премією Юрги Іванаускайте (Jurgos Ivanauskaitės premija) у 2012 році.
2012 рік приносить їй Премію Антанаса Вайчулайтіса (Antano Vaičiulaičio premija) за новелу «Безневинний» (Nekaltutis).
2018 року був виданий роман «Криниця» (Šulinys), де провідними мотивами є дослідження несвідомого, стосунків матерів з дітьми й того, як «жертва стає катом».
Її твори перекладено словенською, болгарською, італійською, англійською та іншими мовами, а 2018 року часопис 8 diena («Восьмий день») представляє письменницю яко «авторку одинадцяти книг і лауреатку шести літературних премій».
Переклад двох її п'єс українською здійснила Беатріче Белявців, їх опубліковано у Видавництві Анетти Антоненко, а драму «Ковзанка» представляв режисер Дмитро Захоженко у львівському Театрі Лесі Українки під час серії перформативних читань «Книжка на сцені» 2020 року.
Її чоловік — літературний критик, письменник Регімантас Тамошайтіс (Regimantas Tamošaitis), з яким вони познайомилися у Вільнюському університеті.

## Переклади творів українською
- «Звільніть золоте лоша. Ковзанка» (Išlaisvinkit auksinį kumeliuką, 2001; Liučė čiuožia, 2003) — переклад Беатріче Белявців, Видавництво Анетти Антоненко, 2020 рік[17] ISBN 978-617-7654-45-1